# モアヴェ・ヴ
モアヴェ・ヴ（Moave Vu）は、フィジーの男子陸上競技選手。専門は短距離走。
1999年にハガニアで開催されたサウスパシフィックゲームズに出場し、100mで金メダルを獲得した。マンチェスターで開催された2002年コモンウェルスゲームズにも出場している。